# Sillegny
Sillegny là một xã trong vùng Grand Est, thuộc tỉnh Moselle, quận Metz-Campagne, tổng Verny. Tọa độ địa lý của xã là 48° 59' vĩ độ bắc, 06° 09' kinh độ đông. Sillegny nằm trên độ cao trung bình là 200 mét trên mực nước biển, có điểm thấp nhất là 172 mét và điểm cao nhất là 237 mét. Xã có diện tích 10,46 km², dân số vào thời điểm 1999 là 351 người; mật độ dân số là 33 người/km². Sillegny nằm khoảng 15 km về phía nam của Metz.

## Thông tin nhân khẩu
| 1962 | 1968 | 1975 | 1982 | 1990 | 1999 |
| ---- | ---- | ---- | ---- | ---- | ---- |
| 246  | 259  | 257  | 324  | 338  | 351  |